# Kirche Hl. Prophet Elias (Janja)

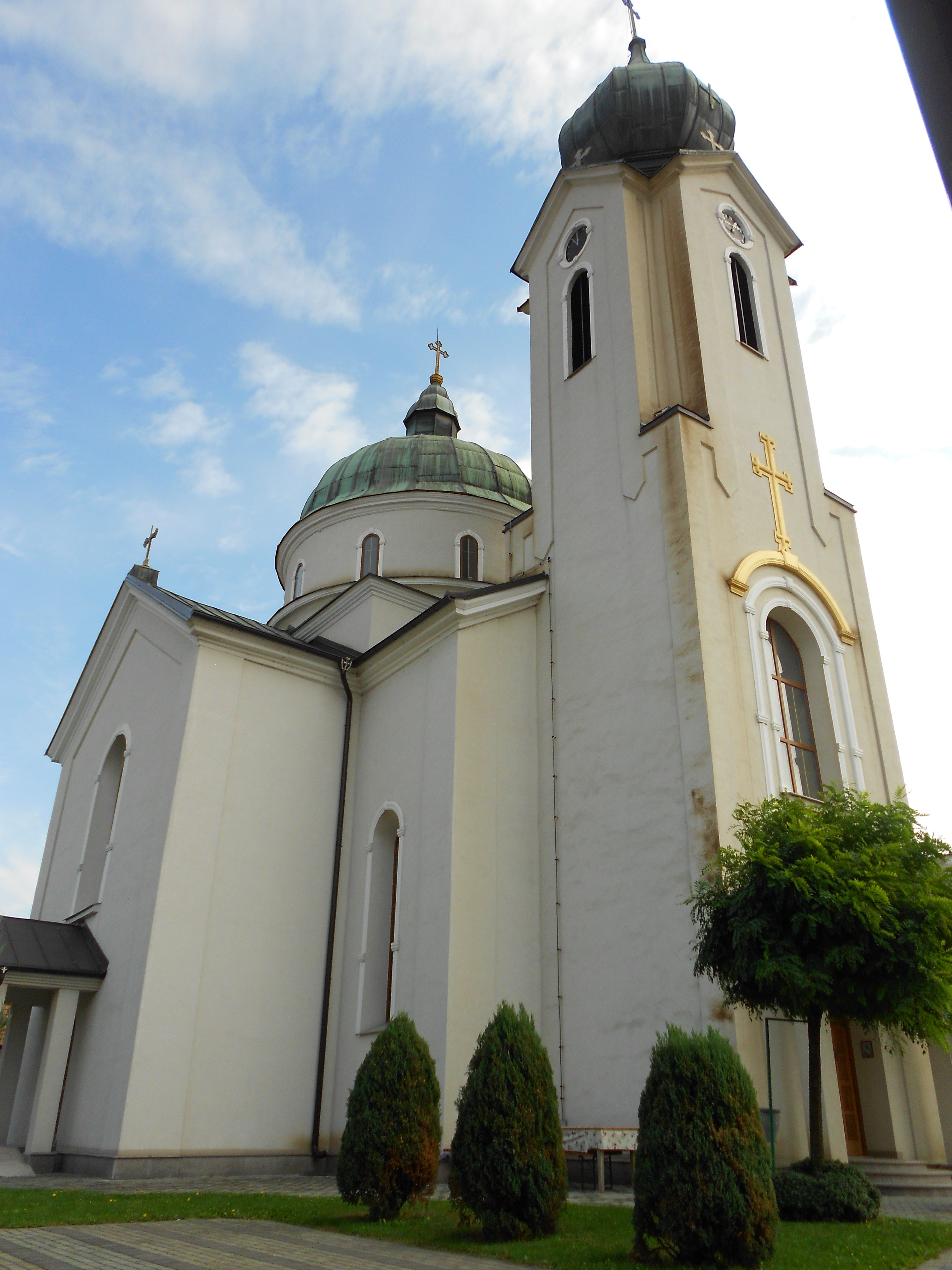
Die Kirche Hl. Elias in Janja

Die Kirche Hl. Prophet Elias (serbisch: Црква Светог пророка Илије, Crkva Svetog proroka Ilije) in Janja ist eine serbisch-orthodoxe Kirche im nordöstlichen Bosnien und Herzegowina.
Die von 1885 bis 1887 erbaute Kirche ist dem Hl. Propheten Elija geweiht und ist die Pfarrkirche der Pfarreien Janja I und II im Dekanat Ugljevik-Janja der Eparchie Zvornik-Tuzla der Serbisch-Orthodoxen Kirche.

## Lage

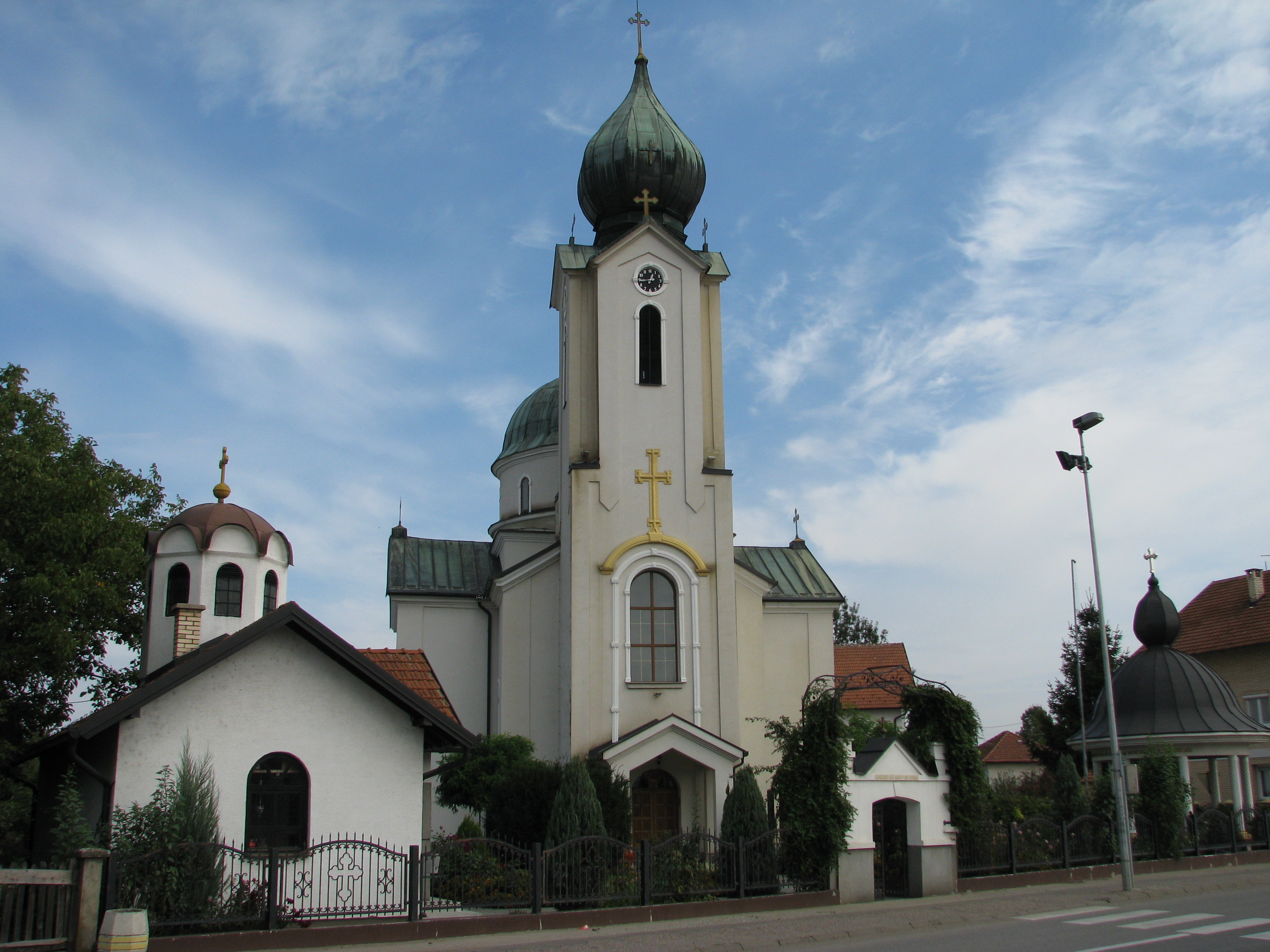
Die Kirche vom Westen gesehen

Die Kirche steht im nördlichen Zentrum von Janja an der Mündung der Straße Ilindanska ulica in die Straße Bijeljinska ulica. Die Siedlung Janja mit ihrem kleinstädtischen Charakter liegt in der Opština Bijeljina im Nordosten der Republika Srpska, einer von den zwei Entitäten Bosniens und der Herzegowina, an der Grenze zum östlichen Nachbarland Serbien. Janja wird vom gleichnamigen Fluss Janja durchflossen, der bei der Siedlung in die Drina mündet.
Im umzäunten Kirchhof stehen neben der Kirche eine Kapelle, ein Kirchenladen, das Pfarrhaus und ein Denkmal mitsamt Brunnen, gewidmet allen Serben die in den Kriegen ab dem Jahre 1389 (Schlacht auf dem Amselfeld) gefallen sind.

## Geschichte

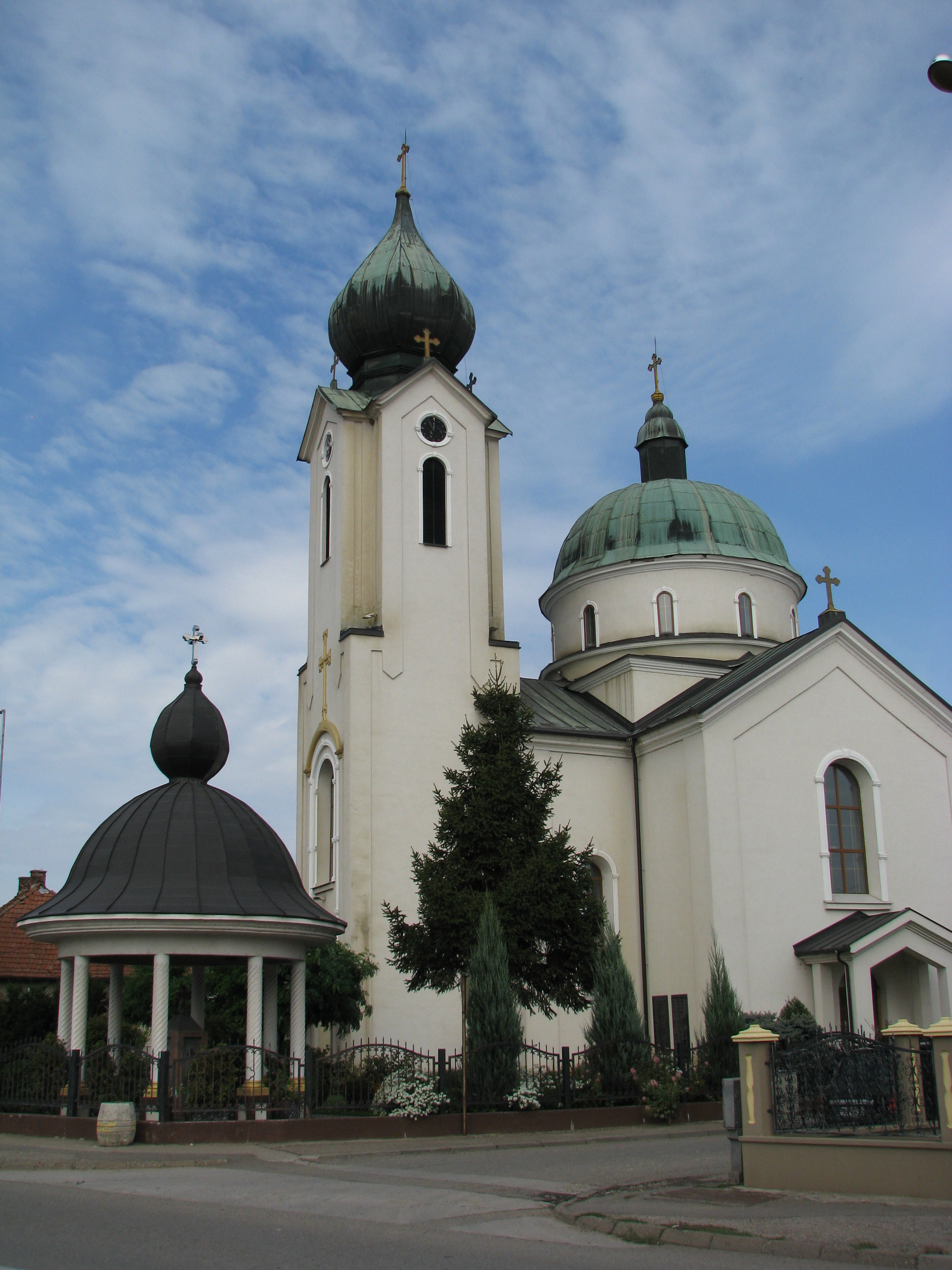
Die Kirche von Norden gesehen

Vor dem Bau der heutigen Kirche gab es in Janja eine serbisch-orthodoxe Holzkirche mit einem Steinfundament. Diese Kirche befand sich hinter dem alten Pfarrhaus auf dem heutigen Grundstück der Familie Radovanović.
Die Vorbereitungen zum Bau der heutigen Kirche begannen schon im Jahr 1875. Es ist nicht bekannt, wer den Plan zum Kirchenbau entworfen hat. Nach erhaltenen Aussagen älterer Einwohner wurde der Stein für die Kirchenfundamente aus Tavna gebracht und die Ziegelsteine wurden in der Ziegelei der Familie Petrović aus Janja hergestellt.
Die Kirchenfundamente wurden am 6. Mai 1885 vom Metropoliten der damaligen Metropolie Zvronik (heutige Eparchie Zvornik-Tuzla) Dionisije II. geweiht. Nach zwei Jahren Bauzeit war die Kirche 1887 fertiggestellt und im selben Jahr weihte Metropolit Dionisije II. die Kirche feierlich ein. Bei der letzten Kirchrenovierung, als die Kirchenfundamente erneuert wurden, fand man eine Steinplatte mit der Inschrift zum Datum der Weihung der Kirchenfundamente.
Die Kirche hat in ihrer Geschichte sehr oft Schäden davongetragen, sowohl durch verschiedene Kriege als auch durch Naturkatastrophen, in erster Linie Überschwemmungen. Im Ersten Weltkrieg diente der Kirchturm als Beobachtungsposten für die österreichisch-ungarische Armee und wurde durch Kanonengranaten, insbesondere die Kuppel, schwer beschädigt. Während des Krieges wurden 1917, die zwei Kirchglocken von den Österreichern entfernt und geschmolzen.
Nach dem Krieg wurde die Kirche im damaligen Königreich Jugoslawien von 1923 bis 1924 renoviert. Bei dieser Renovierung wurden drei neue Kirchenglocken beschafft, die bis heute verwendet werden. Nach Abschluss der Renovierungsarbeiten wurde die Kirche 1924 vom Bischof der Eparchie Šabac Mihailo Urošević neu eingeweiht.
Während des Zweiten Weltkriegs nutzten die kroatisch-faschistischen Ustaša die Kirche als Pferdestall. Zusätzlicher Schaden entstand, als die Kirche 1944 von einer Fliegerbombe getroffen wurde, dabei wurde das Dach besonders beschädigt. Nach dem Kriegsende im nun sozialistischen Jugoslawien folgte von 1946 bis 1949 der Wiederaufbau.

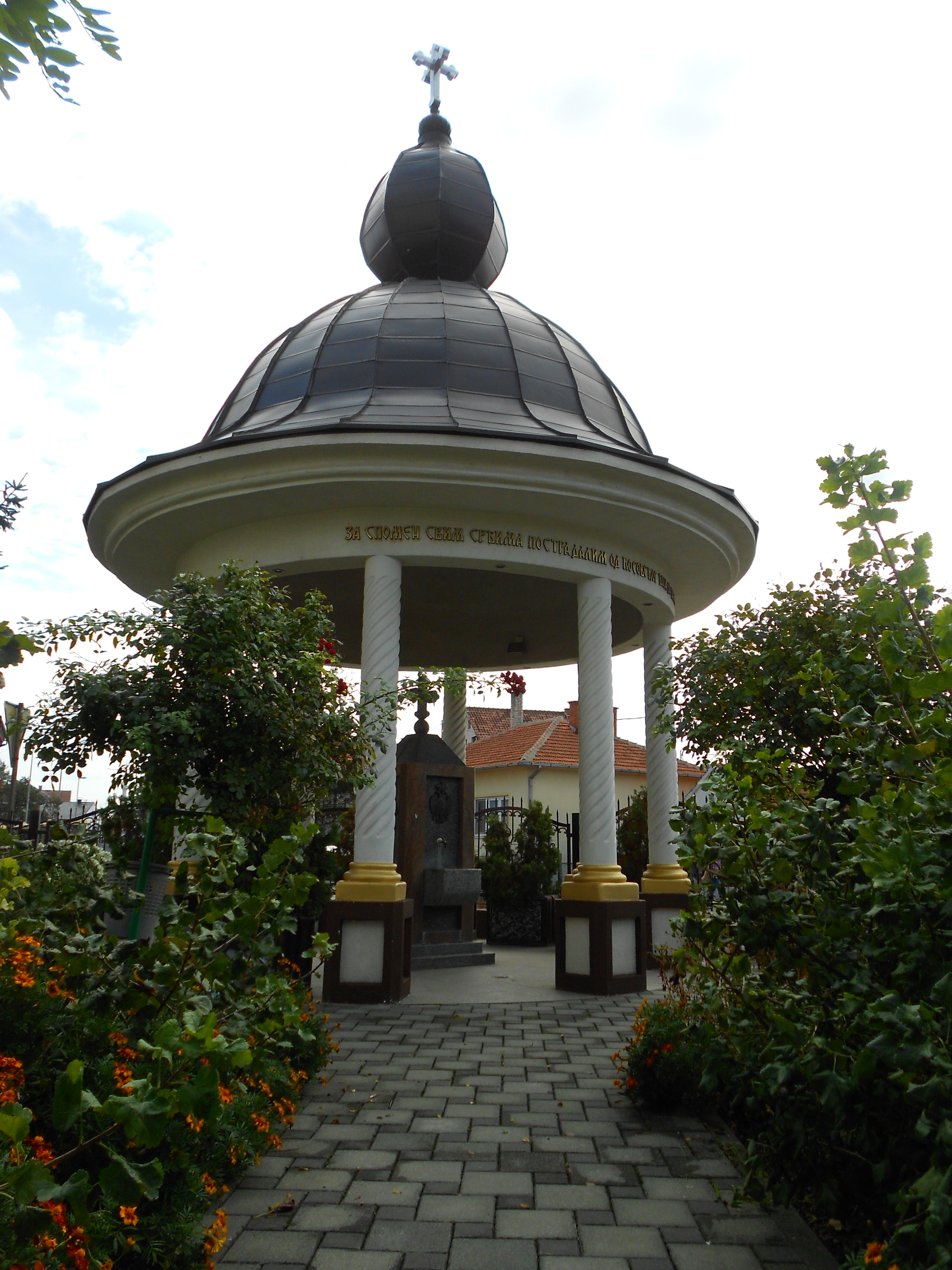
Das Kriegerdenkmal bei der Kirche

Bei diesem Wiederaufbau wurde die Kirche teilweise mit Fresken von Karlo Macek bemalt, diese Fresken wurden jedoch durch Feuchtigkeit zerstört, nur die Ikone des heiligen Propheten Elias im Narthex ist erhalten geblieben. Auch bekam die Kirche bei dieser Renovierung eine neue Ikonostase.
Nach dem Abschluss der Renovierung wurde die Kirche 1949 vom Bischof der Eparchie Zvornik-Tuzla, Nektarije Krulj, neu eingeweiht. Den Umstand, dass der Wiederaufbau nicht professionell und sorgfältig genug durchgeführt wurde, zeigt die Tatsache an, dass ein weiterer Wiederaufbau folgte, der erst 1957 abgeschlossen wurde. Nach der Renovierung wurde die Kirche am 19. August 1957, dem Feiertag der Verklärung Christi, vom Bischof der Eparchie Zvornik-Tuzla, Longin Tomić, neu geweiht.
Eine kleinere Renovierung an der Kirche wurde 1979 durchgeführt, als der Bischof der Eparchie Zvornik-Tuzla, Vasilije Kačavenda, die Kirche neu weihte.
Die vollständigste Rekonstruktion der Kirche wurde von 2006 bis 2012 durchgeführt. Während dieser Zeit wurden die Kirchenfundamente ersetzt und die Kirche bekam einen neuen Boden auch das Gewölbe der Kirche wurde erneuert. Zudem wurde im Kircheninneren eine neue Ikonostase aus Lindenholz aufgestellt, die von den Tischlern der kircheneigenen Holzschnitzerei hergestellt wurde. Diese Holzschnitzer waren Sretko Đurić und Stojan Ivanović.
Die komplette Vergoldung der neuen Ikonostase wurde von Aleksej und Vladimir Ivančev aus der Hauptstadt der Vojvodina, Novi Sad, durchgeführt. Die Ikonen auf der Ikonostase wurden von Borislav Živković aus der Stadt Kikinda im Banat gemalt, der auch das Kircheninnere mit künstlerisch wertvollen Fresken im byzantinischen Stil bemalte.
Derzeitiger (Stand Januar 2025) Priester der Pfarrei I der Kirche ist Dražen Šljokić und Priester der Pfarrei II ist der Erzpriester Aleksandar Tešić, der Vorsteher des Dekanats Ugljevik-Janja. Der Diakon der Kirche ist Milenko Krajišnik.

## Architektur

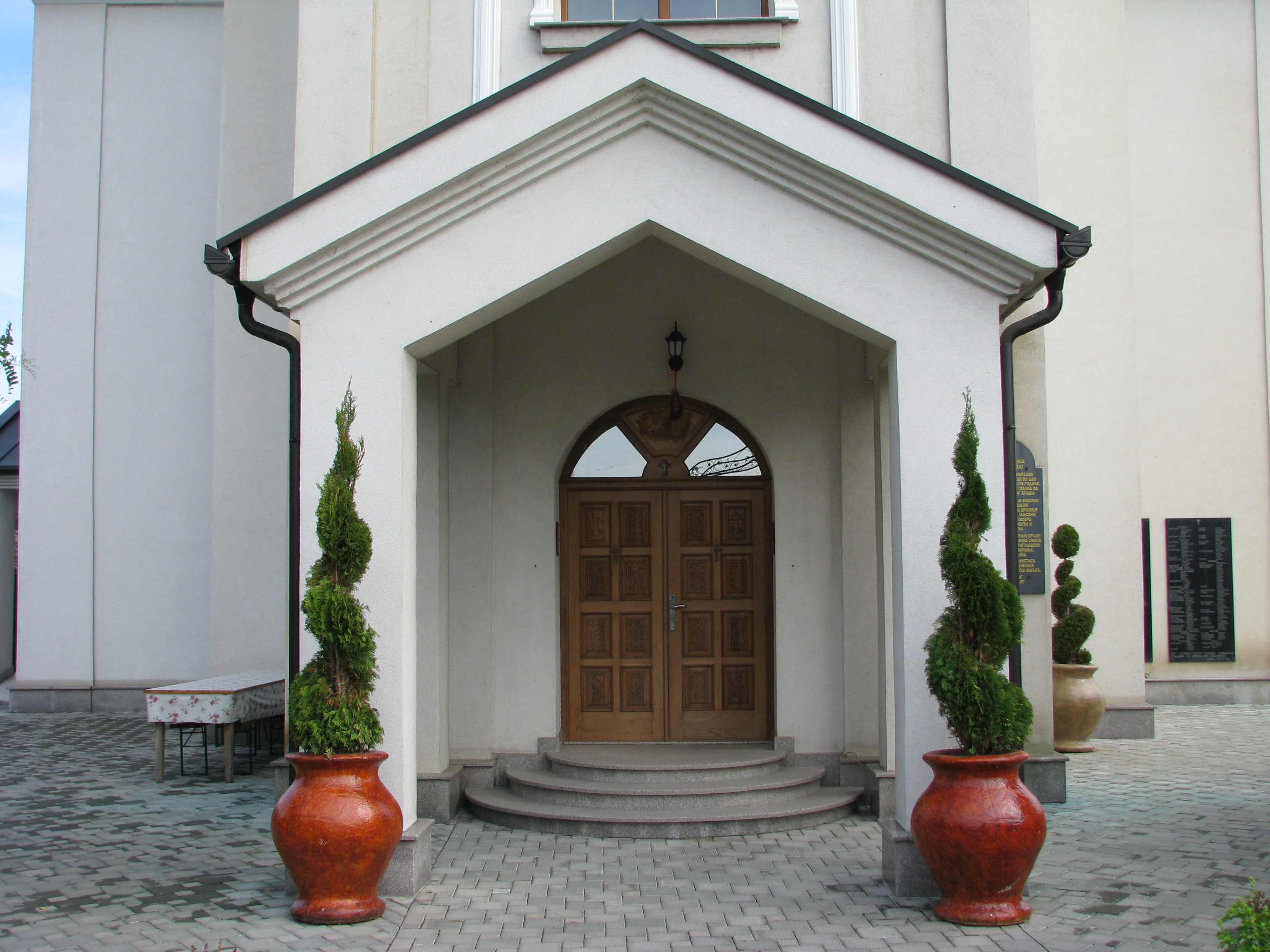
Der Haupteingang der Kirche

Die einschiffige Kreuzkuppelkirche mit den Baudimensionen 31 × 21 m ist in der Form eines Trikonchos konzipiert und stellt eine spezifische Mischung verschiedener Baustile dar, so ist die Kuppel am Kirchturm im russischen Stil, die zentrale Kuppel am Tempel im byzantinischen Stil und die Seitenchöre der Kirche haben Elemente der Gotik.
Der Grundriss der Kirche ist ein griechisches Kreuz, mit einer halbrunden Altar-Apsis im Osten und einer zentralen Rundkuppel, die sich über dem Tambour in der Mitte des Kirchenschiffs erhebt. An der Westseite erhebt sich ein hoher Kirchturm mit einer Zwiebelkuppel. Der Haupteingang der Kirche mitsamt kleinem Eingangsportal befindet sich an der Westseite, an der Nord- und Südseite befinden sich die Seiteneingänge.